# 真砂本町
真砂本町（まさごほんまち）は、鹿児島県鹿児島市の町。郵便番号は890-0067。人口は3,076人、世帯数は1,611世帯（2020年4月1日現在）。真砂本町の全域で住居表示を実施している。

## 地理
鹿児島市の中部、新川の下流域に位置している。北方には真砂町、南方には三和町、西方には東郡元町、北西方には郡元、南西方には新栄町、東方には鴨池新町がそれぞれ接している。
真砂本町の区域は1938年（昭和13年）に海軍飛行場建設のために埋め立てられ、のちに民間用空港となった鹿児島空港が所在していたが1972年（昭和47年）に姶良郡溝辺町大字麓（現在の霧島市溝辺町麓）に移転した跡地を造成して住宅地となった。また、当時の鹿児島空港のターミナルビルは現存しており、スーパーマーケットを含むテナントビルとして使用されていたが、内部店舗閉店に伴い、解体され、現在はニシムタスカイマーケット鴨池店が建っている。また、隣接して所在していた旧格納庫は南国交通鹿児島営業所の車庫として利用されていた（2008年8月に営業所は鹿児島市小野町へ移転）が、旧格納庫については2008年9月に取り壊された。
1956年（昭和31年）までは鹿児島競馬場も所在していた。
町域の南端部には鹿児島市立鴨池中学校と鹿児島市立鴨池小学校が隣接して所在しており、付近には鹿児島市立中央学校給食センターやゆうあい館などの施設も所在している。

## 歴史
1969年（昭和44年）7月1日には郡元町の一部である真砂・新川・鶴ケ崎・港地区において住居表示が実施されることとなったのに伴い、町域の再編が実施された。これに伴い郡元町の一部より分割され鹿児島市の町「真砂本町」として設置された。同時に真砂本町の全域で住居表示が実施された。また、1976年（昭和51年）5月20日には郡元町の一部が真砂本町に編入された。

### 町域の変遷
| 分割実施後       | 分割実施年         | 分割実施前     |
| ---------------- | ------------------ | -------------- |
| 真砂本町（新設） | 1969年（昭和44年） | 郡元町（一部） |
| 真砂本町（編入） | 1976年（昭和51年） | 郡元町（一部） |

## 人口
以下の表は国勢調査による小地域集計が開始された1995年以降の人口の推移である。
| 年                 | 人口  |
| ------------------ | ----- |
| 1995年（平成7年）  | 3,629 |
| 2000年（平成12年） | 3,609 |
| 2005年（平成17年） | 3,456 |
| 2010年（平成22年） | 3,565 |
| 2015年（平成27年） | 3,369 |

## 施設

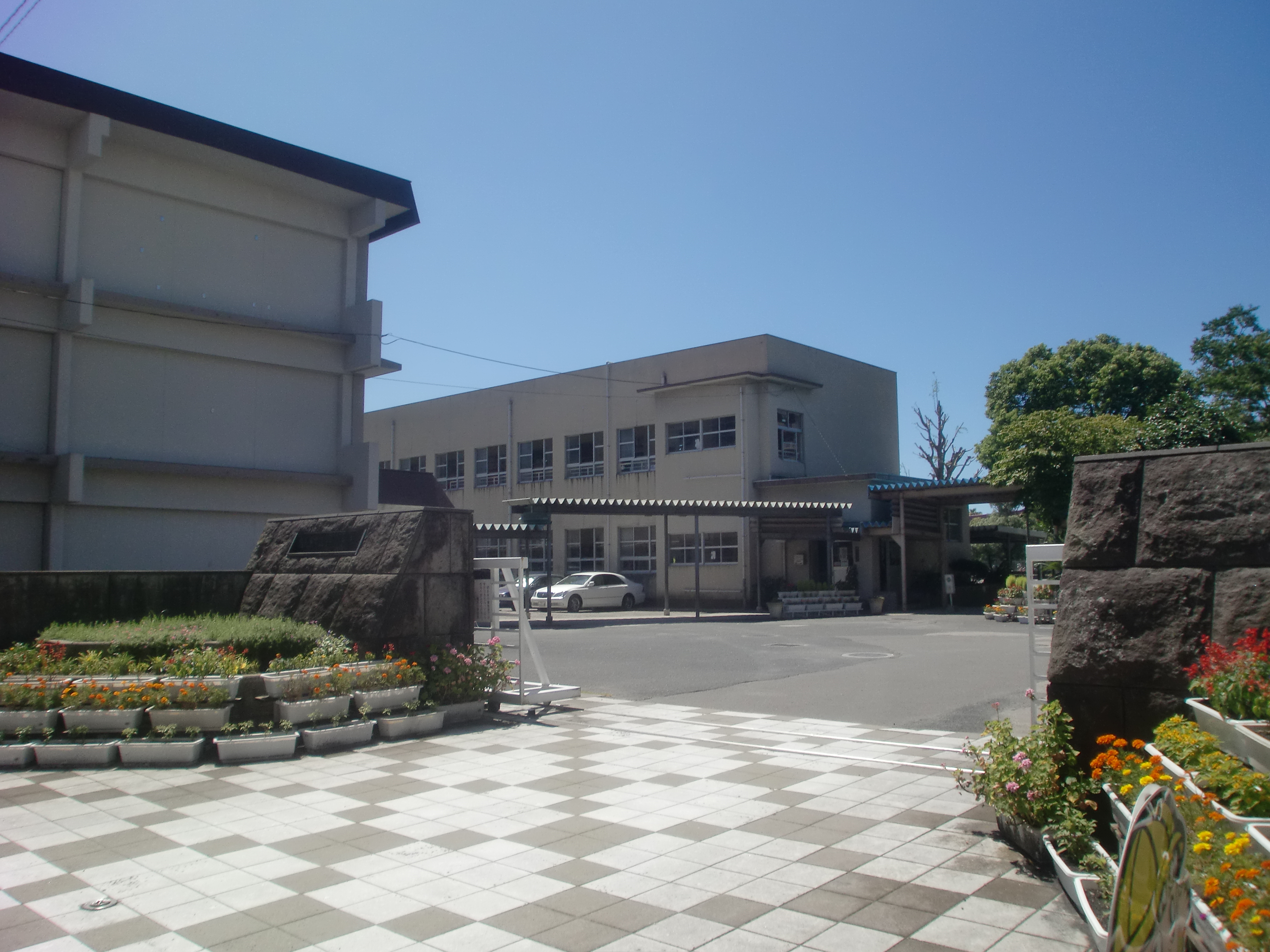
鹿児島市立鴨池小学校

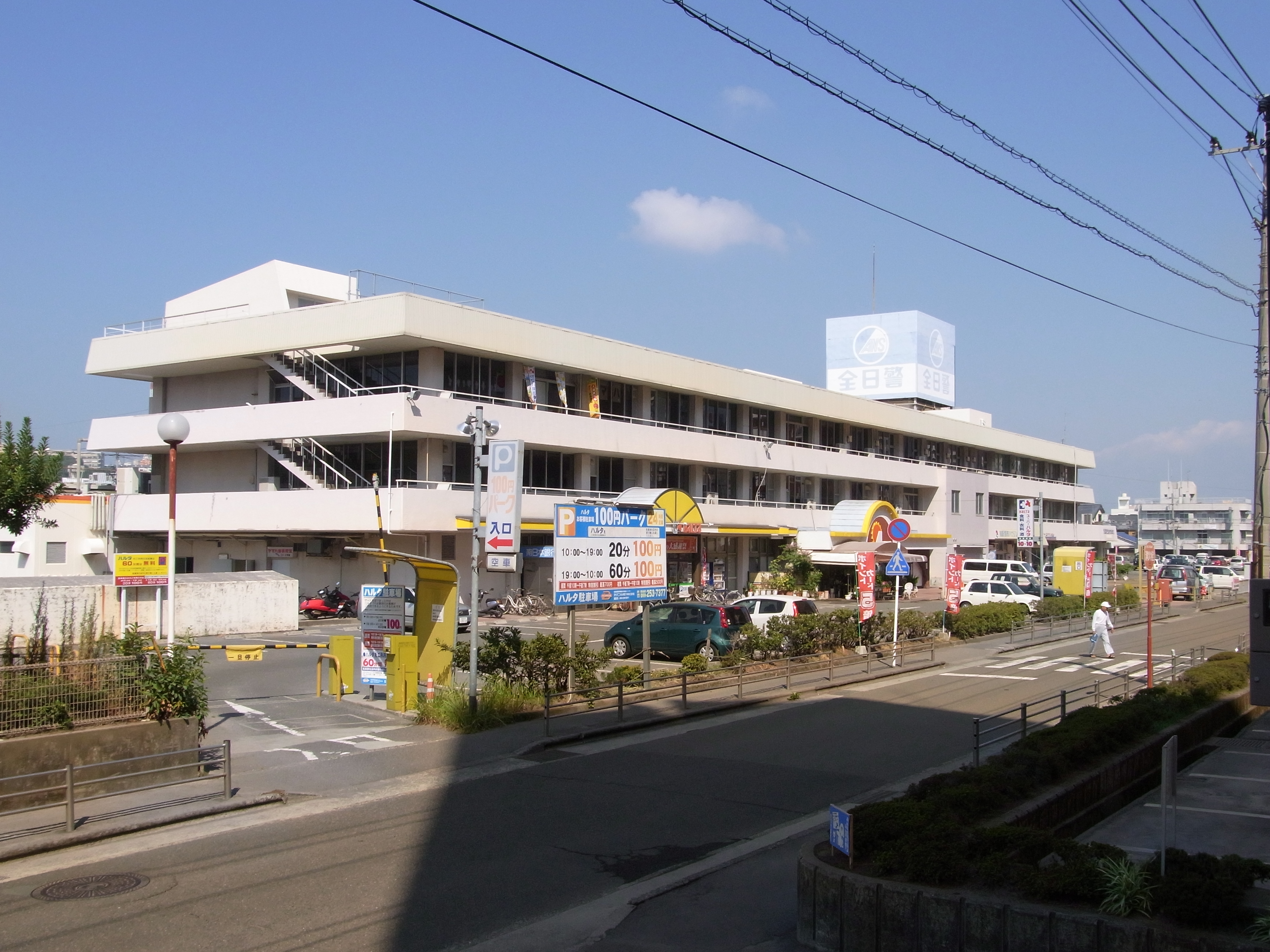
旧鹿児島空港のターミナルビル

### 公共
- 真砂福祉館[16]
- 鹿児島市立中央学校給食センター[17]
- 鹿児島市心身障害者総合福祉センターゆうあい館[18]
- 真砂本町公園

### 教育
- 鹿児島市立鴨池小学校[19]
- 鹿児島市立鴨池中学校[20]
- なぎさ保育園[21]

### 郵便局
- 鹿児島真砂本町郵便局[22]

### 企業
- 南九州ファミリーマート本社
- PLACE本社

### 寺社
- 照元寺

## 小・中学校の学区
市立小・中学校に通う場合、学区（校区）は以下の通りとなる。
| 町丁     | 番・番地 | 小学校               | 中学校               |
| -------- | -------- | -------------------- | -------------------- |
| 真砂本町 | 全域     | 鹿児島市立鴨池小学校 | 鹿児島市立鴨池中学校 |

## 交通

### 道路
一般国道
- 国道225号